# I'll Get By
I'll Get By è un film del 1950 diretto da Richard Sale.